# Lycophotia flavescens
Lycophotia flavescens là một loài bướm đêm trong họ Noctuidae.